# Lawrence Batley International
O Lawrence Batley International foi um torneio masculino de golfe no PGA European Tour, que foi disputado anualmente entre 1981 e 1987. As três primeiras edições decorreram no Bingley St lves, Bradford. Em 1984, o torneio foi transferido para Belfry, onde, em 1985, também a Copa Ryder foi disputada pela primeira vez.

## Campeões
| Ano                                        | Campeão                       | País                          | Pontuação                     | Par                           | Margem                        | Vice-campeão                           |
| Lawrence Batley International              | Lawrence Batley International | Lawrence Batley International | Lawrence Batley International | Lawrence Batley International | Lawrence Batley International | Lawrence Batley International          |
| ------------------------------------------ | ----------------------------- | ----------------------------- | ----------------------------- | ----------------------------- | ----------------------------- | -------------------------------------- |
| 1987                                       | Mark O'Meara                  | Estados Unidos                | 271                           | −17                           | 3 tacadas                     | Carl Mason                             |
| Lawrence Batley International T.P.C.*      |                               |                               |                               |                               |                               |                                        |
| 1986                                       | Ian Woosnam                   | País de Gales                 | 277                           | −11                           | 7 tacadas                     | Ken Brown José María Cañizares         |
| Lawrence Batley International Golf Classic |                               |                               |                               |                               |                               |                                        |
| 1985                                       | Graham Marsh                  | Austrália                     | 283                           | −5                            | 2 tacadas                     | Rick Hartmann                          |
| 1984                                       | José Rivero                   | Espanha                       | 280                           | −8                            | 1 tacada                      | José María Cañizares                   |
| Lawrence Batley International              |                               |                               |                               |                               |                               |                                        |
| 1983                                       | Nick Faldo                    | Inglaterra                    | 266                           | −18                           | 4 tacadas                     | Warren Humphreys Brian Waites Paul Way |
| 1982                                       | Sandy Lyle (2)                | Escócia                       | 269                           | −15                           | 2 tacadas                     | Manuel Piñero                          |
| 1981                                       | Sandy Lyle                    | Escócia                       | 280                           | −4                            | 2 tacadas                     | Nick Faldo                             |

* "T.P.C." significa "Tournament Players Championship". Esta denominação foi usada por vários eventos diferentes do PGA European Tour.